# El libro de la vida
The Book Of Life (El libro de la vida en español) es una película mexicana-estadounidense de comedia romántica y aventuras en 3D, inspirada en la celebración del Día de Muertos. Estrenada en 2014.
Los personajes fueron diseñados por Sandra Equihua y Jorge R. Gutiérrez, fue animada por computadora y producida por Reel FX Animation Studios, distribuida por 20th Century Fox. Coescrita y dirigida por Jorge R. Gutiérrez y protagonizada por las voces de Diego Luna, Zoe Saldaña, Channing Tatum, Christina Applegate, Ice Cube, Kate del Castillo, y Ron Perlman.  
La película se estrenó en los Estados Unidos el 17 de octubre de 2014 y recibió una nominación al Globo de Oro como mejor película animada. Enseña que para ser un héroe no hace falta un amuleto mágico si no un corazón puro y valeroso con la capacidad de entregarte por los demás, que el amor siempre gane y saber pedir perdón.

## Argumento
La historia empieza con un grupo de cinco chicos que se encontraban en un museo los 5 chicos bajan del autobús y la guía de un museo se encarga de darles un tour , esta les enseña una habitación secreta, dentro del cual se halla "el Libro de la Vida". Ella les cuenta una historia del libro que gira alrededor de un triángulo amoroso entre los tres amigos Manolo, Joaquín y María. 
La Catrina, gobernante de la Tierra de los Recordados, y Xibalba, gobernante de la Tierra de los Olvidados, aparecen en la celebración del Día de Muertos en el pueblo de San Ángel, en donde observan a Manolo, Joaquín y María jugando. Xibalba le propone a La Catrina hacer una apuesta y cada uno elige a un muchacho como su campeón. La Catrina apuesta a que Manolo se casará con María, mientras que Xibalba apuesta que será Joaquín. Si la Catrina gana, Xibalba dejará de intervenir en los asuntos de los hombres, pero si él gana, intercambiarán reinos. Sin embargo, Xibalba hace trampa al darle a Joaquín una medalla de la vida eterna, la cual hace que el portador se vuelva invencible. Al día siguiente, María libera una manada de animales, que corren en estampida por la plaza causando alboroto, lo cual enfurece a su padre el General Posada, y este decide enviarla a un convento en España para que se convierta en una joven educada. Al llegar el día de su partida, Manolo le regala un cerdo bebé, Chuy (uno de los animales que María había intentado rescatar), y María le da una guitarra nueva con un grabado que dice "Always play from the heart" (Siempre toca desde el corazón), mientras que Joaquín se queda sin nada que dar ni recibir. Al alejarse el tren Manolo y Joaquín corren tras el, despidiéndose de María.
Conforme pasan los años, Manolo es entrenado por su padre Carlos para convertirse en un torero profesional de acuerdo a la tradición familiar de los Sánchez, mientras que Joaquín se vuelve el héroe de San Ángel, salvando pueblos en todas partes, con la ayuda de la medalla de la vida eterna. El día en que regresa María, se celebra la primera corrida de toros de Manolo. Durante el acto Manolo impresiona a María con sus habilidades, pero llegado el momento de acabar con el toro, este dice que no como siempre. Esto decepciona a Carlos y al resto del público, siendo María la única que aplaude y apoya la decisión de Manolo.
Esa noche, durante una fiesta en honor al regreso de María organizada por su padre, ella se entera de que él está planeando su matrimonio con Joaquín para que éste permanezca en San Ángel y los proteja del bandido Chakal (quien había tenido en su poder la medalla de la vida eterna antes de que Xibalba la recuperara). Sin embargo, María se encuentra en conflicto debido a sus sentimientos por Manolo y su deber con su pueblo; y la actitud machista de Joaquín la irrita a tal grado que decide dejar la fiesta e irse a su cuarto. Manolo llega y compone una serenata para María, en la cual casi llegan a darse un beso; pero ella no piensa ponerle las cosas fáciles a Manolo. Ella baja las escaleras para devolverle a Manolo su guitarra cuando se encuentra a Joaquín, quien le pide matrimonio, con los invitados como testigos. Al instante entra Manolo, y ahí tienen una pequeña pelea donde Joaquín termina yéndose. De repente, un niño  avisa de la llegada de los bandidos, y una vez más el héroe del pueblo aparece para pelear. En el enfrentamiento, uno de los bandidos se da cuenta de que Joaquín tiene la medalla de la vida eterna, por lo que la tropa se retira para avisarla a Chakal (quien ha estado buscando dicha medalla obsesivamente durante años), y este anuncia una invasión a San Ángel.
Joaquín acompaña a María a su casa y al despedirse le pide que piense lo de la propuesta; sacando a la luz un lado más sensible al mostrarle que ha estado guardando un gorro que María perdió el día que partió de San Ángel, y que ella es la razón por la que siempre sigue adelante en su tarea como héroe del pueblo. Conmovida, María le responde con un si inexacto. Más tarde, mientras María miraba con Chuy un libro de fotos, Manolo llama a la ventana pidiéndole que lo vea en el puente al amanecer, y se despide corriendo. Xibalba se da cuenta de que si ambos se reúnen él perderá la apuesta, así que envía una serpiente de dos cabezas a arruinar ese encuentro. María y Manolo se encuentran en secreto en las afueras de San Ángel, declarando su amor el uno por el otro cuando son interrumpidos por la serpiente de Xibalba; la cual muerde a María. Cuando Joaquín y el general Posada culpan a Manolo por no proteger a María, éste hace un pacto con Xibalba para poder reunirse con María, dejándose morder por las dos cabezas de la serpiente, y muriendo instantáneamente. 
Manolo despierta en la tierra de los Recordados, donde se reúne con su madre Carmen y varios miembros difuntos de su ilustre familia. Ellos lo guían hasta el castillo de la Catrina pero se encuentra con que ahora es Xibalba quien gobierna este reino; él les explica su apuesta con la Catrina y revela que una mordida de la serpiente sólo pone en una especie de trance a su víctima; por tanto María sigue con vida pero dormida. Manolo se da cuenta de que ha caído en el engaño de Xibalba y muy molesto le asegura que se lo dirá a La Catrina.  
Con la ayuda de su madre Carmen y su abuelo Luis Sánchez, Manolo emprende el camino hasta la Cueva de las Almas (la única forma de llegar a la tierra de los Olvidados), pero para entrar deben enfrentar un laberinto custodiado por un gigante de piedra. Manolo queda atrapado allí con tres enormes esferas de piedra, las cuales logra evitar, para así salir del laberinto. El gigante se dispone a juzgar a Manolo con una monumental espada, la cual Manolo traspasa, pues su corazón es puro y valeroso. Dentro de la cueva, se encuentran con el Hombre de Cera (el encargado de mantener el equilibrio de los reinos) y el Libro de la Vida, quienes los conducen hasta donde están las Cascadas Mágicas que unen a todos los reinos. Al ver el Libro de la vida que Manolo está escribiendo su propia historia en vez de vivir la que se escribió para él, el Hombre de Cera se dispone a ayudarlo a recuperar su vida. 
Usando una de las cascadas, todos se trasladan a la tierra de los Olvidados, donde se encuentra la Catrina. Al encontrarla, Manolo le dice que Xibalba hizo trampa. Enfurecida, la Catrina lo convoca y una vez que este aparece le reclama por lo que ha hecho. Ya que Manolo fue engañado, lo justo es regresarlo a la vida, pero Xibalba se niega a cooperar. Manolo y la Catrina persuadiéndolo logran convencerlo y Xibalba crea una nueva apuesta: Si Manolo logra vencer en una corrida a todos los toros que han muerto a manos de la familia Sánchez (que según Luis serían miles), el regresará a la vida; pero si falla será olvidado para siempre.
Mientras tanto en la tierra de los vivos, Carlos se encuentra en las afueras de la ciudad con el ejército de Chakal. Joaquín estaba a punto de casarse con María (ambos notablemente tristes por la muerte de Manolo), hasta que alguien grita interrumpiendo la boda, anunciando que el bandido Chakal ha llegado. De vuelta en la tierra de los Olvidados, los toros de la corrida se unen formando un toro gigante que trata de destruir a Manolo. Después de que la bestia se estrella dándole a Manolo la oportunidad de matarlo, este se niega y decide tocar su guitarra, cantando una canción en la que pide disculpas al toro por la injusta muerte de sus semejantes a manos de los toreros de la familia Sánchez. El toro se rinde y desaparece convirtiéndose en cientos de pétalos amarillos (logrando descansar en paz). Reconociendo el triunfo de Manolo, Xibalba se une a la Catrina y al Hombre de Cera para que los tres revivan a Manolo.
Al unirse a la batalla, en la cual a Joaquín le quitan la medalla de la vida eterna, aparecen los difuntos miembros de la familia Sánchez para luchar. Durante la batalla, logran quitarle a Chakal la medalla. Después, cae la campana de la iglesia del pueblo de San Ángel, pero Joaquín sujeta la campana a punto de encerrar en ella a Manolo, a Chakal y a él ya que Manolo estaba encima de Chakal. Entonces, Chakal enciende una bomba como plan para que muriera y destruyera el pueblo de San Ángel, pero Manolo empuja a Joaquín encerrándose con Chacal en el interior de la campana. Cuando la dinamita explota, voltean la campana y sale Manolo sin ninguna herida ya que Joaquín le puso la medalla de la vida eterna, Joaquín se lastimó el ojo para salvar a Manolo. Después, Manolo le declara su amor a María y terminan casándose, y la Catrina y Xibalba se perdonan ya que estaban peleados y se dan un beso en lo alto del campanario y cantando con todos del pueblo y también los difuntos.
Al final, la gente de la visita del museo se van y la guía resultó ser la Catrina despidiéndose y aparece Xibalba que la Catrina recibe un beso de Xibalba . La película termina con el hombre de cera diciendo que escribamos nuestro destino.

## Reparto
- Diego Luna como Manolo Sánchez.[2]
- Zoe Saldaña como María Posada de Sánchez.[2]
- Channing Tatum como Joaquín Mondragón.[2]
- Christina Applegate,[2] la guía del museo.
- Ice Cube como El Hombre de cera.[2]
- Kate del Castillo como La Catrina.
- Ron Perlman como Xibalba.[2]
- Cheech Marin,[2] como Pancho Rodríguez, mariachi, amigo de Manolo.
- Héctor Elizondo como Carlos Sánchez, el padre de Manolo.[2]
- Plácido Domingo como Jorge Sánchez, el bisabuelo de Manolo.[2]
- Ana de la Reguera como Cármen Sánchez, la madre de Manolo.[2]
- Jorge R. Gutiérrez como Carmelo Sánchez, ancestro de Manolo.
- Carlos Alazraqui como el General Posada.
- Eugenio Derbez como Chato[2]
- Gabriel Iglesias,[2] como Pepe Rodríguez, mariachi, amigo de Manolo.[3]
- Ricardo Sánchez[2] como Pablo Rodríguez, mariachi, amigo de Manolo.
- Danny Trejo como Luis Sánchez, el abuelo de Manolo.[2]
- Angélica María como la Hermana Ana, miembro del coro de las monjas católicas.

## Lanzamiento
La película se estrenó en Los Ángeles, California el 12 de octubre de 2014 y fue lanzada en los Estados Unidos el 17 de octubre de 2014.
| Fechas de estreno (Fuente: IMDb) | |                        | |
| País                             | Fecha de estreno | País                   | Fecha de estreno |
| Mozambique                       | 3 de octubre de 2014 | Bosnia y Herzegovina   | 5 de octubre de 2014 |
| Burkina Faso                     | 6 de octubre de 2014 | Irán                   | 7 de octubre de 2014 |
| Suiza                            | 9 de octubre de 2014 (región germanoparlante) 3 de noviembre de 2014 (región francoparlante) 31 de diciembre de 2014 (región italoparlante) | Israel                 | 9 de octubre de 2014 |
| Túnez                            | 10 de octubre de 2014 | Egipto                 | 15 de octubre de 2014 |
| Jamaica                          | 15 de octubre de 2014 | Trinidad y Tobago      | 15 de octubre de 2014 |
| Argentina                        | 16 de octubre de 2014 | Aruba                  | 16 de octubre de 2014 |
| Baréin                           | 16 de octubre de 2014 | Bolivia                | 16 de octubre de 2014 |
| Brasil                           | 3 de octubre de 2014 (Festival de cine de Río de Janeiro) 16 de octubre de 2014                                                             | Chile                  | 16 de octubre de 2014 |
| Colombia                         | 16 de octubre de 2014 | Costa Rica             | 16 de octubre de 2014 |
| República Checa                  | 16 de octubre de 2014 | República Dominicana   | 16 de octubre de 2014 |
| Fiyi                             | 16 de octubre de 2014 | Honduras               | 16 de octubre de 2014 |
| Jordania                         | 16 de octubre de 2014 | Líbano                 | 16 de octubre de 2014 |
| México                           | 16 de octubre de 2014 | Malasia                | 16 de octubre de 2014 |
| Perú                             | 16 de octubre de 2014 | Papúa Nueva Guinea     | 16 de octubre de 2014 |
| Filipinas                        | 16 de octubre de 2014 | Puerto Rico            | 16 de octubre de 2014 |
| Paraguay                         | 16 de octubre de 2014 | Catar                  | 16 de octubre de 2014 |
| Serbia                           | 16 de octubre de 2014 | El Salvador            | 16 de octubre de 2014 |
| Ucrania                          | 16 de octubre de 2014 | Uruguay                | 16 de octubre de 2014 |
| Canadá                           | 17 de octubre de 2014 | Ecuador                | 17 de octubre de 2014 |
| Indonesia                        | 17 de octubre de 2014 | India                  | 17 de octubre de 2014 |
| Letonia                          | 17 de octubre de 2014 | Estados Unidos         | 17 de octubre de 2014 19 de octubre de 2014 (Festival de cine de New Hampshire) 27 de octubre de 2014 (Festival de cine y video Savannah) |
| Venezuela                        | 17 de octubre de 2014 | Vietnam                | 17 de octubre de 2014 |
| Sudáfrica                        | 17 de octubre de 2014 | Bélgica                | 22 de octubre de 2014 |
| Francia                          | 22 de octubre de 2014 | Luxemburgo             | 22 de octubre de 2014 |
| Tonga                            | 22 de octubre de 2014 | Camboya                | 23 de octubre de 2014 |
| Reino Unido                      | 24 de octubre de 2014 | Irlanda                | 24 de octubre de 2014 |
| Argelia                          | 27 de octubre de 2014 | Armenia                | 30 de octubre de 2014 |
| Grecia                           | 30 de octubre de 2014 | Singapur               | 30 de octubre de 2014 |
| Lituania                         | 31 de octubre de 2014 | Tailandia              | 27 de noviembre de 2014 |
| Afganistán                       | 22 de diciembre de 2014 | Corea del Sur          | 25 de diciembre de 2014 |
| Montenegro                       | 30 de diciembre de 2014 | Georgia                | 31 de diciembre de 2014 |
| Austria                          | 1 de enero de 2015 | Croacia                | 15 de enero de 2015 |
| Eslovenia                        | 15 de enero de 2015 | Kuwait                 | 22 de enero de 2015 |
| República de China               | 23 de enero de 2015 | Islandia               | 30 de enero de 2015 |
| Mongolia                         | 11 de febrero de 2015 | Alemania               | 12 de febrero de 2015 |
| Azerbaiyán                       | 19 de febrero de 2015 | Bielorrusia            | 19 de febrero de 2015 |
| España                           | 20 de febrero de 2015 | Hungría                | 25 de febrero de 2015 (estreno en DVD) |
| Kazajistán                       | 26 de febrero de 2015 | Rusia                  | 26 de febrero de 2015 |
| Países Bajos                     | 4 de marzo de 2015 | Australia              | 2 de abril de 2015 (estreno en DVD y Blu-ray)                                                                                             |
| Nueva Zelanda                    | 9 de abril de 2015 | Noruega                | 10 de abril de 2015 |
| Finlandia                        | 17 de abril de 2015 | Kenia                  | 17 de abril de 2015 |
| Rumania                          | 17 de abril de 2015 | Emiratos Árabes Unidos | 23 de abril de 2015 |
| Irak                             | 23 de abril de 2015 | Omán                   | 23 de abril de 2015 |
| Dinamarca                        | 30 de abril de 2015 | Polonia                | 1 de mayo de 2015 |
| Italia                           | 28 de mayo de 2015 | Turquía                | 5 de junio de 2015 |
| Suecia                           | 17 de agosto de 2015 (estreno en DVD) | Japón                  | Se lanzó como una Película de Final Fantasy                                                                                               |

### Formato casero
El libro de la vida salió a la venta en DVD, Blu-ray y Blu-ray en 3D el 27 de enero de 2015. Las características especiales incluyeron un cortometraje animado de 3 minutos, titulado Las aventuras de Chuy.

## Secuela
El director Jorge R. Gutiérrez reveló en una entrevista que una de las ideas para el próximo capítulo de la historia implica a Joaquín y su relación con su padre. "Siempre me había imaginado la primera película sobre Manolo, la segunda sobre Joaquín y la tercera va ser sobre María ... Siempre he concebido como una trilogía..."

## Estilo gráfico
La película cuenta con un estilo gráfico muy peculiar, debido a las serias deformaciones físicas que cuentan sus personajes y el uso de la animación para hacer a los personajes parecer muñecos de madera, usando texturas y materiales normales en los muñecos de ese tipo, haciendo sin embargo una película con un estilo gráfico muy peculiar y original.